# Senekos diena
Senekos diena é um filme de drama estoniano-letão-lituano de 2016 dirigido e escrito por Kristijonas Vildziunas. Foi selecionado como representante da Lituânia ao Oscar de melhor filme estrangeiro em 2017.

## Elenco
- Ina Marija Bartaité
- Dainius Gavenonis
- Elzbieta Latenaite
- Mait Malmsten
- Marijus Mazunas